# Carinavalva
Carinavalva là chi thực vật có hoa trong họ Cải.